# Фенспирид
Фенспири́д («Эреспал») — бронходилятирующее, антигистаминное, противовоспалительное и противоастматическое лекарственное средство, в основном используется при бронхиальной астме и респираторных нарушениях, при кори, коклюше и гриппе.
В РФ входит в перечень жизненно необходимых и важнейших лекарственных средств (ЖНВЛС). Содержит вещества, подлежащие в Российской Федерации контролю за оборотом наркотических, психотропных веществ и их прекурсоров.

## Фармакологические свойства

### Механизм действия
Фенспирид — противовоспалительное средство, препятствующее развитию бронхоспазма. Проявляет антагонизм с медиаторами воспаления и аллергии: серотонином, гистамином (на уровне H1-гистаминовых рецепторов), брадикинином. Обладает папавериноподобным спазмолитическим эффектом. При назначении в больших дозах снижает продукцию различных факторов воспаления (цитокинов, производных арахидоновой кислоты, свободных радикалов).

### Фармакокинетика
Фенспирид хорошо всасывается из желудочно-кишечного тракта. Максимальная концентрация в крови достигается через 6 часов после приёма, через 12 часов. концентрация снижается в 3 раза. Выводится преимущественно почками (90 %), через кишечник — 10 %. T½ — 12 часов

## Безопасность
В экспериментальных исследованиях обнаружена вероятность проявления тератогенного эффекта фенспирида в виде развития «волчьей пасти».
У пациентов, принимающих фенспирид, возникает риск фибрилляции желудочков сердца из-за удлинения интервала QT, из-за чего препарат был отозван из оборота.
В феврале 2019 отозвано с французского, казахстанского и российского рынков в связи с появлением клинических данных об удлинении интервала QT у пациентов, принимавших фенспирид. Удлинение этого интервала приводит к явлению «re-entry», что влечёт за собой возникновение фибрилляции желудочков.

## Документы
- Регистрационное удостоверение ЛП-003833-140916 : Фенспирид // Государственный реестр лекарственных средств. — Минздрав РФ, 2016. — 14 сентября.
- Малин, А. А. Инструкция по медицинскому применению лекарственного препарата Фенспирид : ЛП-003833-140916 / ООО «Натива». — Министерство здравоохранения Российской Федерации, 2016. — 14 сентября. — 6 с.